# Ilia Nicolaevici Ulianov

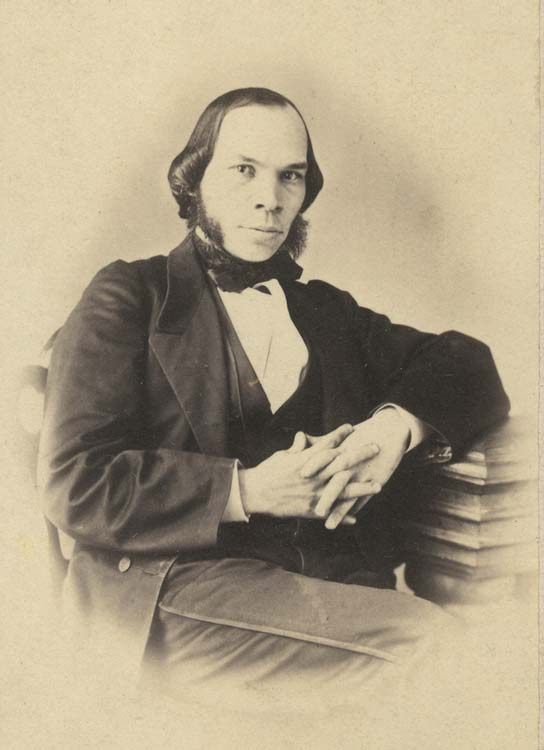
Ilia Nicolaevici Ulianov

Ilia Nicolaievici Ulianov (în limba rusă: Илья Николаевич Ульянов, n. 19 iulie 1831 (S.N. 31 iulie), Astrahan — d. 12 ianuarie 1886 (S.N. 24 ianuarie), Simbirsk) a fost profesor și o personalitate importantă din Rusia în domeniul învățământului public. A fost tatăl lui Alexandr Ulianov (executat pentru terorism) și al lui Vladimir Ilici Lenin, liderul revoluționar bolșevic, fondator al Uniunii Sovietice. 
În 1854, I.N. Ulianov a absolvit Universitatea din Kazan cu specializările fizică și matematică. În deceniile cinci și șase era profesor de matematică și fizică la Institutul pentru fii de nobili din Penza, iar mai târziu la gimnaziul și la școala pentru fete din Nijni Novgorod. În timpul petrecut în Penza, Ulianov făcea observații meteorologice, pe baza cărora scria două lucrări științifice numite Despre beneficiile observațiilor meteorologice și unele concluzii despre utilitatea lor la Penza (О пользе метеорологических наблюдений и некоторые выводы из них для Пензы) și Despre furtună și paratrăsnet (О грозе и громоотводах). 
În 1869, Ulianov era numit inspector al școlilor publice din gubernia Simbirsk (iar în perioada 1874-1886 era directorul lor). În 1882, Ulianov era decorat cu Ordinul Sfântului Vladimir, clasa a III-a, ceea ce i-a permis să devină dvorianstvo - nobil ereditar.
Ilia Ulianov a fost un om cu o educație solidă, cu excelente calități profesorale și de organizator. Unii dintre istoricii  sovietici considerau că vederile lui pedagogice fuseseră formate sub influența ideilor revoluționare ale lui Nikolai Cernîșevski și Nikolai Dobroliubov. 
Ulianov a contribuit extrem de mult la elaborarea teoriei și la punerea în practică a ideilor școlii primare. A fost un apărător al dreptului egal la învățământ fără deosebire de sex, naționalitate și statut social. În 1871, Ulianov a deschis prima școală ciuvașă în Simbirsk, care mai târziu s-a transformat în Seminarul ciuvaș pentru profesori. El a înființat de asemenea școli naționale pentru mordvini și tătari. Ulianov a organizat și a condus mai multe congrese ale profesorilor și alte evenimente de asemănătoare.      
S-a apreciat că munca lui Ilia Ulianov a avut o influență mare asupra copiilor săi.